# Pomnik Wolności w Bydgoszczy

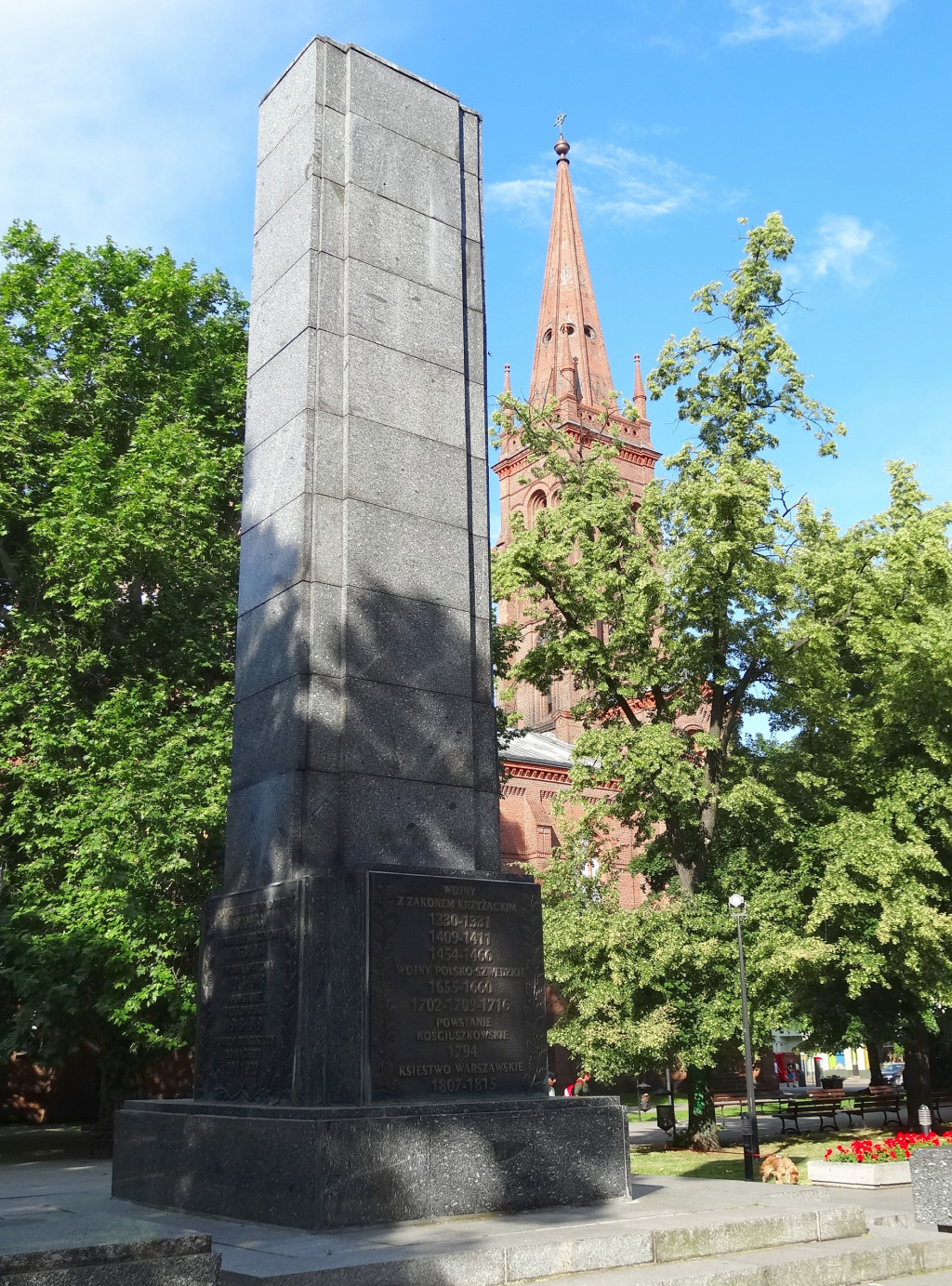
Na tle kościoła p.w. św. Piotra i Pawła

Pomnik Wolności – pomnik w Bydgoszczy ku czci poległych żołnierzy radzieckich i polskich w czasie walk o wyzwolenie miasta w styczniu 1945 r., oraz upamiętniający powrót Bydgoszczy do Polski 20 stycznia 1920 r. 

## Opis
Pomnik na formę kamiennego obelisku. U podstawy znajduje się tablica z napisem: Civitas Bydgostiensis Libera (Miasto Bydgoszcz Wolne). Na frontowej ścianie pomnika znajdują się płaskorzeźby i tablice pamiątkowe, a w jego otoczeniu m.in. płyta nagrobna upamiętniająca poległych jedenastu żołnierzy radzieckich.

## Historia

### Pomnik Wdzięczności Żołnierzom Armii Czerwonej
Tuż po wypędzeniu z Bydgoszczy hitlerowców w styczniu 1945 r., na Placu Wolności, w pobliżu miejsca, gdzie do 1919 r. stał pomnik cesarza Wilhelma I, pochowano zwłoki poległego w walkach o miasto rosyjskiego pułkownika Grigorija Bolszanina. 
Ziemną mogiłę przykryto płytą nagrobną, a następnie Tymczasowy Zarząd Miasta postanowił
uczcić w tym miejscu pamięć wszystkich poległych w bojach o Bydgoszcz czerwonoarmistów i żołnierzy Wojska Polskiego.
Wiosną 1945 r. zawiązano komitet budowy pomnika wdzięczności pod przewodnictwem prezydenta miasta Witolda Szukszty. 14 kwietnia 1945 r. zaprezentowano pierwsze projekty pomnika. Pracę zlecono arch. Janowi Kossowskiemu, który skomponował prosty, strzelisty obelisk, przedstawiający „triumf Słowiańszczyzny nad Niemcami”.
Monument zwany Pomnikiem Wdzięczności Żołnierzom Armii Czerwonej został odsłonięty 7 listopada 1945 roku.  
Obiekt wzniesiono ku czci żołnierzy Armii Czerwonej, którzy polegli podczas wyzwalania miasta i okolicy w styczniu 1945 roku. Na obelisku na frontonie cokołu umieszczona była tablica z herbem miasta. Na niej napis w języku polskim i rosyjskim, informujący o tym wydarzeniu. Przed pomnikiem znajdowała się płyta nagrobna z nazwiskami oficerów radzieckich, poległych w 1945 roku i pochowanych w tym miejscu. Obelisk był w zamierzeniu obiektem tymczasowym, do czasu budowy godniejszego obiektu.
We wrześniu 1948 r. władze miejskie powołały Obywatelski Komitet Budowy Pomnika Wdzięczności dla Armii Czerwonej. Uchwalono rozpisanie ogólnopolskiego konkursu na projekt pomnika, a datę jego odsłonięcia wyznaczono na 1 maja 1949 r.. Koszty miała pokryć zbiórka społeczna. Spośród czterech lokalizacji wybrano Plac Wolności. 
Mimo usilnych zabiegów władz miejskich i państwowych nie udało się jednak zrealizować nowego pomnika, z powodu rozlicznych trudności:
- ze zbiórek na ulicach, w urzędach i instytucjach, oraz podatków pobieranych podczas imprez organizowanych w mieście nie uzyskano dostatecznych środków, zaś denominacja przeprowadzona w 1950 r. spowodowała gwałtowny spadek wartości zebranych środków ulokowanych we wkładach bankowych;
- kłopoty z wyborem projektu - na konkurs wpłynęło 14 projektów, z których długo nie potrafiono wybrać odpowiedniej pracy, ostatecznie był nią projekt prof. Mariana Wnuka z ASP w Gdańsku;
- problemy z lokalizacją monumentu – w tle pomnika znajdowały się świątynie, dotyczyło to zarówno lokalizacji na Placu Wolności, jak i Placu Teatralnym.

Kolejną próbę budowy Pomnika Czerwonoarmisty podjęto w styczniu 1955 r.. Zdecydowano o zmianie lokalizacji na Plac Teatralny. Przeszkadzającą sylwetkę kościoła farnego miał przysłonić szpaler wysokich drzew. Koszty wykonania monumentu miały pochodzić z kasy państwowej. Projekt pomnika wykonał prof. Marian Wnuk. Przedstawiał on 4-metrowej wysokości figurę zrywającego się do boju żołnierza Armii Czerwonej, w rozwianym szynelu, z pepeszą w dłoni wykonaną z piaskowca. Całość znajdować się miała na obszernym betonowym fundamencie ze stopniami umożliwiającymi dojście do cokołu.
Mimo że zapewniono finansowanie projektu, a nawet zaplanowano termin odsłonięcia na 22 lipca 1956 r., to pomnika ostatecznie nie wykonano. Tym razem przeszkodził przełom polityczny 1956 r. Niedotrzymanie terminu spowodowało, że w zmienionych warunkach politycznych (poznański czerwiec, polski październik 1956 r.) spadł zapał nie tylko społeczeństwa, ale również władz miejskich i państwowych.
Przedłużające się prace rzeźbiarskie zostały zarzucone i odłożone na czas nieokreślony.   
W tej sytuacji pomnikiem ku czci żołnierzy Armii Czerwonej w Bydgoszczy pozostał prosty obelisk, postawiony w 1945 r.

### Pomnik Wolności
Zmienione warunki polityczne po 1989 r. spowodowały zmiany w martyrologicznej i politycznej wymowie pomnika.
Na wniosek mieszkańców miasta, w 1990 roku Rada Miejska podjęła uchwałę o przemianowaniu pomnika Wdzięczności na pomnik Wolności. Miał on być zmieniony i stopniowo uzupełniany stosownymi płaskorzeźbami.
Odsłonięcie i poświęcenie przebudowanego monumentu odbyło się 10 listopada 1991 roku. 
Realizując zalecenia uchwały Rady Miejskiej, w 1994 roku na frontowej ścianie pomnika umieszczono płaskorzeźbę z brązu, upamiętniającą powrót miasta do Polski 20 stycznia 1920 r.. Przedstawia ona scenę powitania na Starym Rynku wkraczających do miasta oddziałów Wojska Polskiego. Płaskorzeźba jest dziełem artysty rzeźbiarza Aleksandra Dętkosia z Bydgoszczy. W 1995 roku na lewym boku pomnika (od strony ulicy) umieszczono tablice z datami ważnych dla miasta wydarzeń. Jej autorem jest również Aleksander Dętkoś. Płyta nagrobna, upamiętniająca poległych jedenastu żołnierzy radzieckich, umieszczona na ich mogile, pozostała bez zmian.

## Galeria

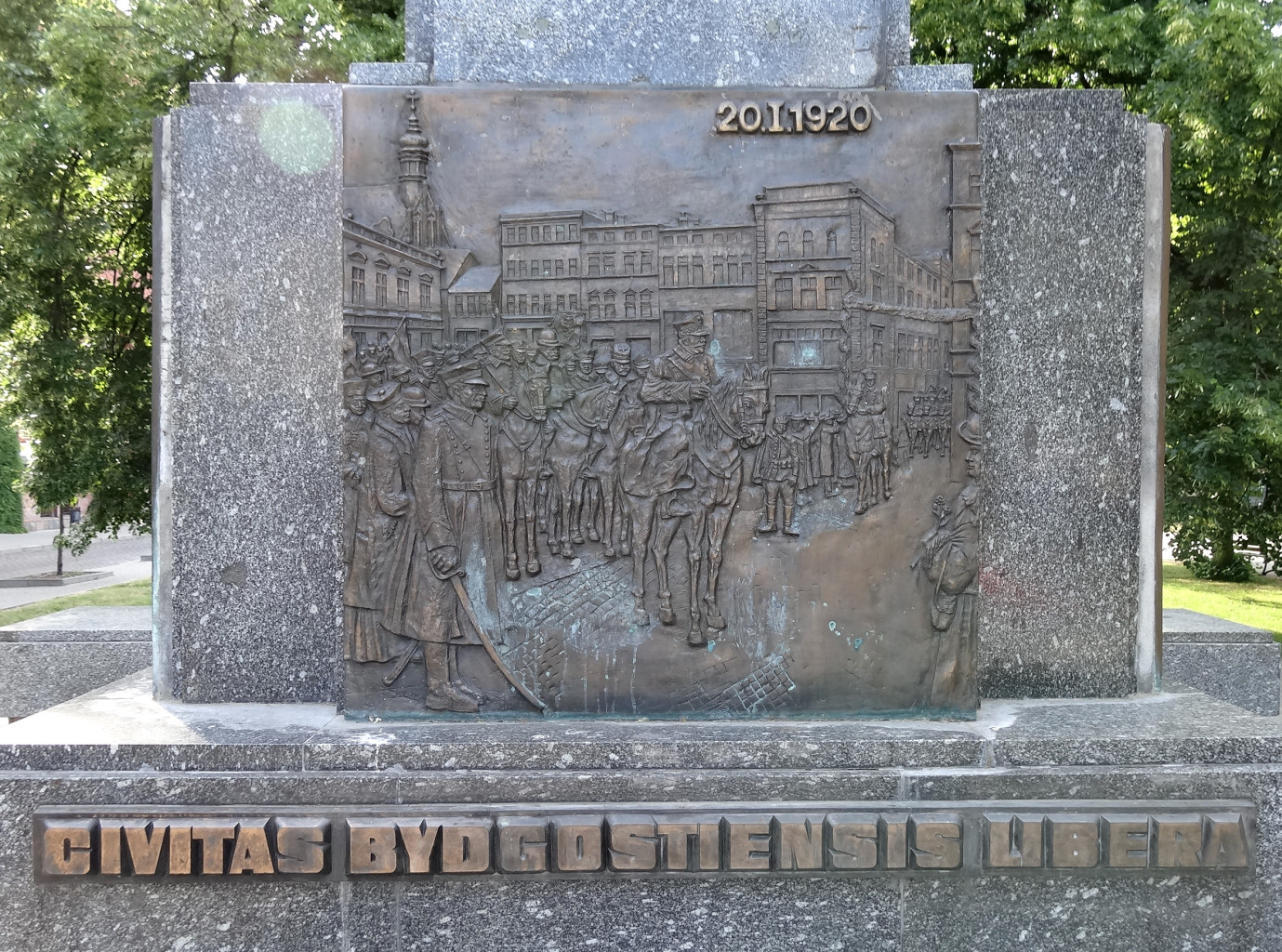
Tablica zachodnia
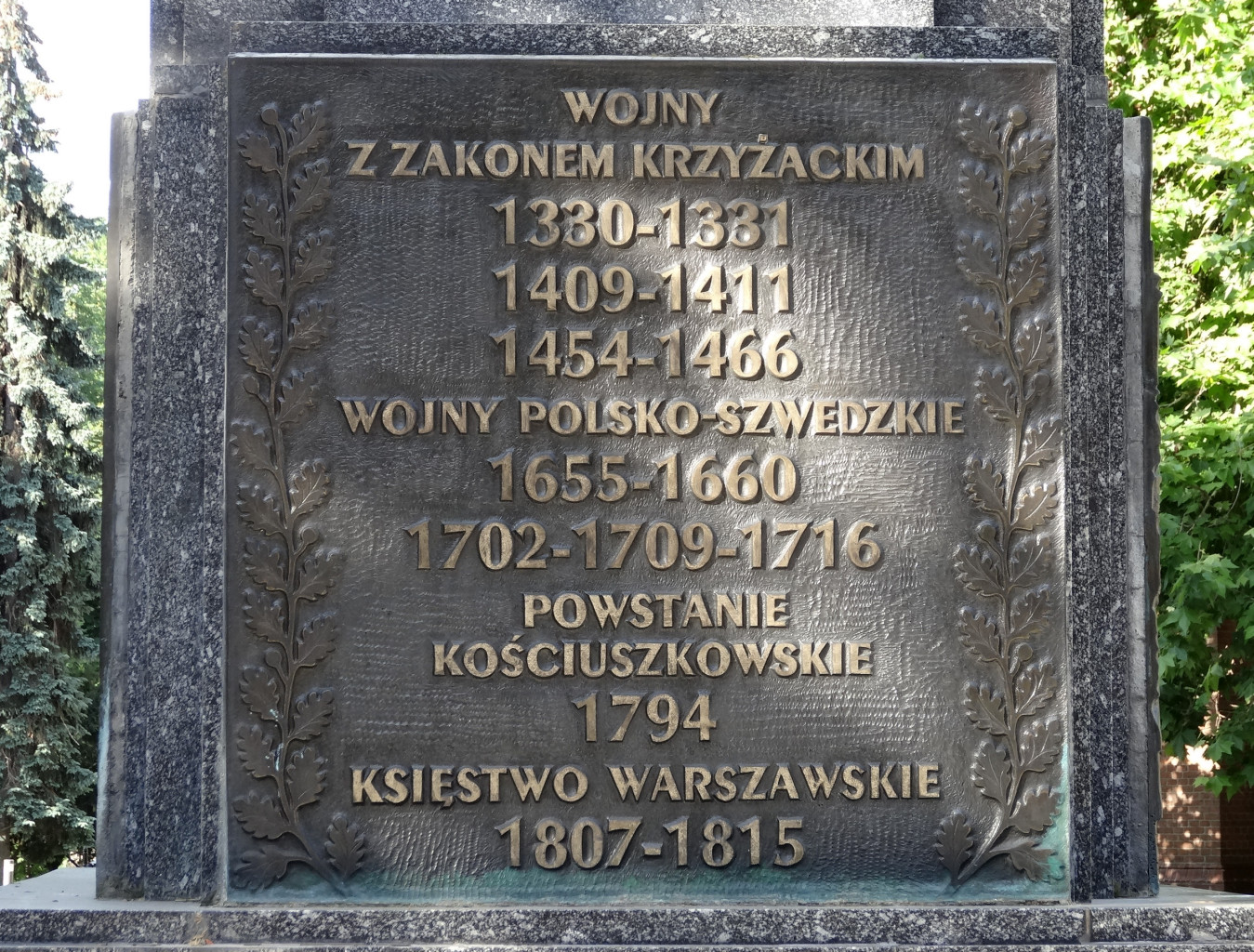
Tablica północna
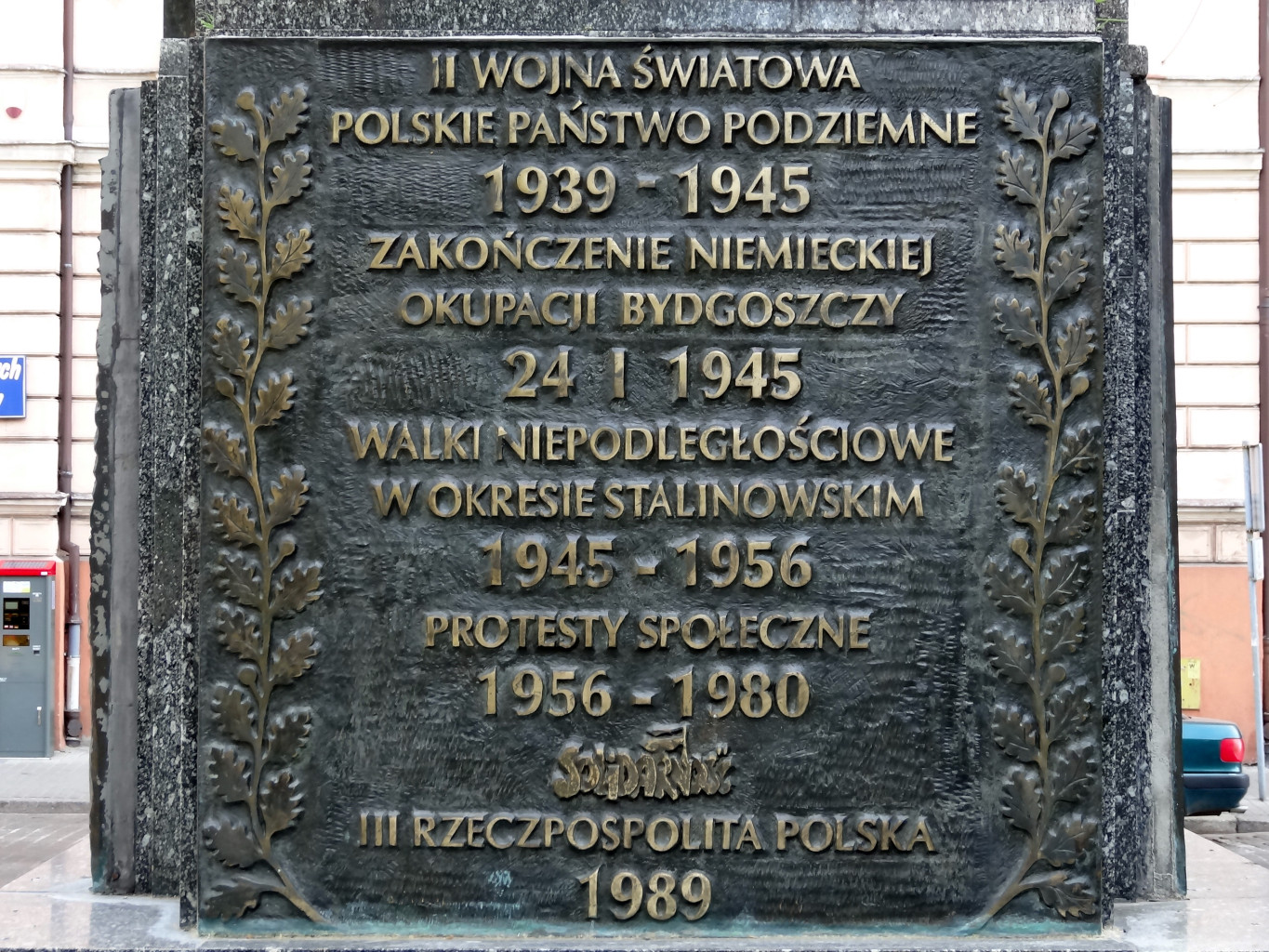
Tablica południowa
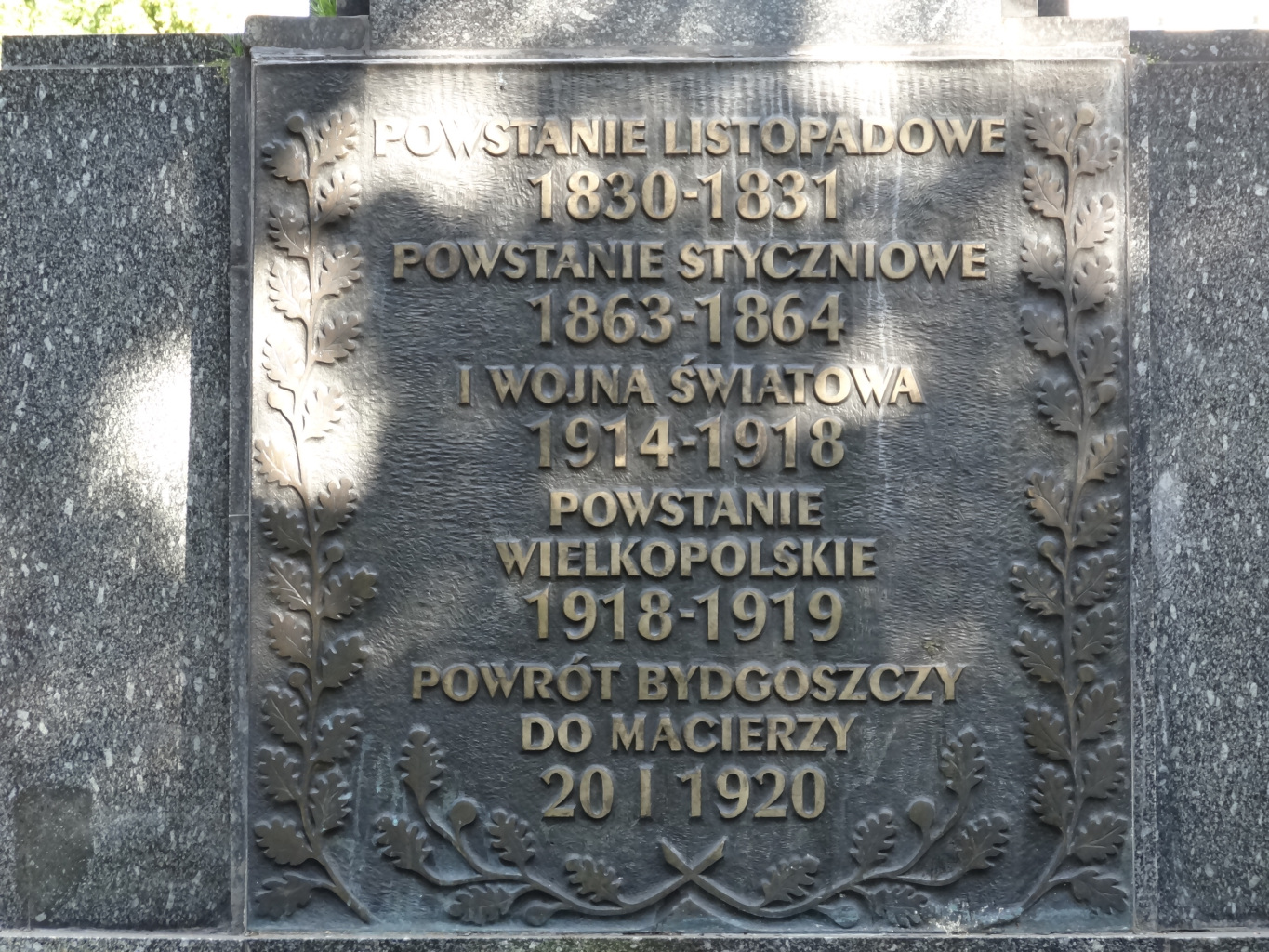
Tablica wschodnia
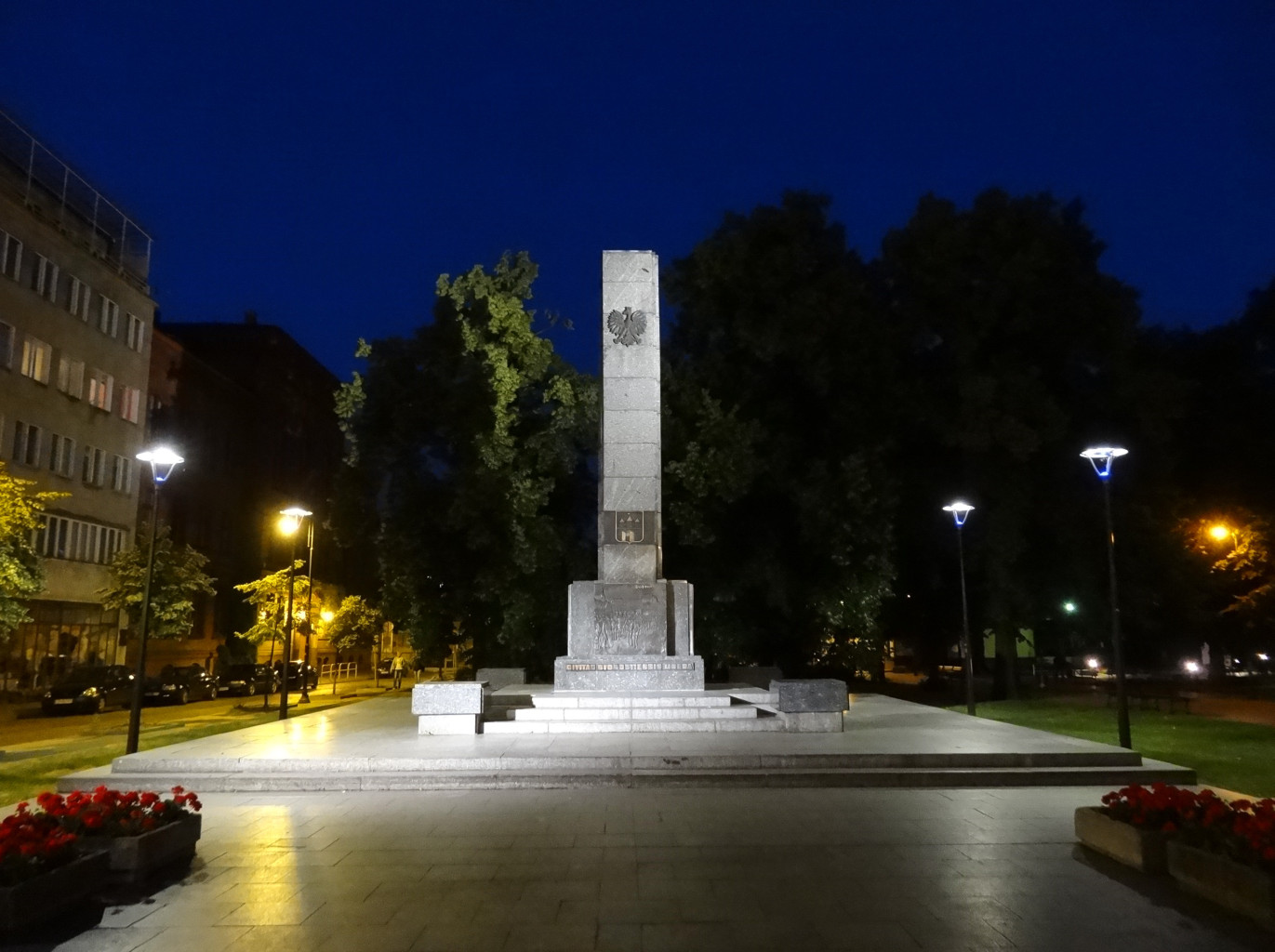
Nocą